# 앨 코플랜드
앨빈 찰스 코플랜드(Alvin Charles Copeland, 1944년 2월 2일 – 2008년 3월 23일)는 세계적인 치킨 프랜차이즈인 Popeyes 창업주이다. 그는 젊었을 때는 평범한 대학생으로 단순히 도넛 전문점 아르바이트를 하였고 이후 1972년 파파이스를 창업하였다. 특히 초기에는 만화 뽀빠이와 콜라보레이션을 강행하여 최전성기를 누렸으며 1983년 고급 패밀리 레스토랑 체인점인 Copeland's를 창립하였고 1989년에는 처치스 치킨을 인수하였으나 이듬해 부도가 나서 Copeland's 계열(Copeland's, Mirepoix 등)을 제외하고는 전부 매각해야 했다. 이후 2008년에 피부암으로 인해 독일 뮌헨으로 원정진료를 갔으나 결국 귀국하지 못하고 독일 현지에서 그 질병으로 사망하였다.

## 같이 보기
- 파파이스
- 할랜드 샌더스